# Run Devil Run
Run Devil Run è il 15º album in studio di Paul McCartney pubblicato nel 1999.

## Descrizione
Il disco contiene cover di canzoni rock and roll degli anni cinquanta, insieme a tre nuove composizioni originali di McCartney e scritte nello stesso stile. Questo è stato l'album che ha messo fine al periodo di pausa che McCartney si era preso in seguito alla morte di sua moglie Linda, e aveva necessità di tornare in sala per suonare ciò che amava da ragazzo. Il 14 dicembre 1999, per promuovere il disco in uscita, McCartney fece ritorno al Cavern Club per suonare una selezione dei brani contenuti nell'album.
Furono immesse sul mercato varie edizioni speciali dell'album e numerosi singoli.
No Other Baby venne pubblicata come singolo nel Regno Unito con 2 brani come B-Side, Brown Eyed Handsome Man e Fabulous (non presente nel disco). In America, No Other Baby fu pubblicata come singolo speciale da juke-box, con Try Not to Cry sul lato B.
Inoltre, in Gran Bretagna, tutte e quindici le canzoni dell'album, insieme a Fabulous, furono pubblicate in un set di otto singoli riuniti nell'edizione limitata Run Devil Run Limited Edition Collector's Box, studiata per sembrare un raccoglitore di dischi anni cinquanta.

## Registrazione e struttura
Nel disco sono presenti numerosi celebri musicisti ospiti come il chitarrista dei Pink Floyd David Gilmour, il chitarrista Mick Green (che aveva suonato in precedenza sull'altro album di cover di McCartney, Снова в СССР), i tastieristi Pete Wingfield e Geraint Watkins, e il batterista storico dei Deep Purple Ian Paice. Le sedute iniziali per il disco si tennero ai primi di marzo, dopo qualche altra sessione in aprile e maggio, Paul decise di includere nell'album anche tre sue nuove composizioni.
Il titolo Run Devil Run deriva da un prodotto in vendita in un negozio di erbe medicinali ad Atlanta che appare in copertina (la foto modifica l'insegna originale che reca la scritta "Miller's Rexall"). Il negozio si trova al numero 87 di Broad Street nella città di Atlanta.

## Accoglienza
Pubblicato in ottobre, Run Devil Run, una sorta di seguito a Снова в СССР, ricevette buone recensioni e si comportò dignitosamente in classifica, raggiungendo la posizione numero 12 in Gran Bretagna e la numero 27 negli Stati Uniti.

## Tracce
1. Blue Jean Bop (Gene Vincent, Morris Levy) - 2.01
2. She Said Yeah (Larry Williams) - 2.10
3. All Shook Up (Otis Blackwell, Elvis Presley) 2.09
4. Run Devil Run (Paul McCartney) - 2.40
5. No Other Baby (Bishop, Watson) - 4.21
6. Lone Some Town (Baker Knight) - 3.33
7. Try Not To Cry (Paul McCartney) - 2.44
8. Movie Magg (Carl Perkins) - 2.16
9. Brown Eyed Handsome Man (Chuck Berry) - 2.30
10. What It Is (Paul McCartney) - 2.26
11. Coquette (Carmen Lombardo, Gus Kahn, Johnny Green) - 2.46
12. I Got Stung (Aaron Schroeder, David Hill) - 2.44
13. Honey Hush (Joe Turner) - 2.39
14. Shake A Hand (Joe Morris) - 3.55
15. Party (Jessie Mae Robinson) - 2.41

Durata: 41.43

## Musicisti
- Paul McCartney: basso, chitarra, voce.
- David Gilmour: chitarra elettrica, cori.
- Mick Green: chitarra elettrica.
- Pete Wingfield: tastiere eccetto dove indicato.
- Geraint Watkins: Pianoforte in All Shook Up e Try Not to Cry.
- Ian Paice: batteria eccetto dove indicato.
- Dave Mattacks: batteria in All Shook Up e Try Not to Cry.
- Chris Hall: fisarmonica in Brown Eyed Handsome Man.